# Oparara
Oparara is een spinnengeslacht uit de familie Desidae. De soort komt voor in Nieuw-Zeeland.

## Onderliggende soorten
- Oparara karamea Forster & Wilton, 1973
- Oparara vallus (Marples, 1959)